# Torneo Nacional de Ligas Femenino 2016
El Campeonato Nacional Femenino de Selecciones de Ligas 2016-17 (también conocido como Torneo del Interior Femenino 2016-17), es la 4ª edición de dicha competición, organizada por el Consejo Federal (órgano interno de la Asociación del Fútbol Argentino).
La fase final del torneo se disputará en la ciudad de San Juan, en diciembre de 2017.

## Clasificación 2016

### Grupo 1: Buenos Aires

#### Semifinal
| Fechas           | Local en la ida |   | Global |   | Local en la vuelta |
| ---------------- | --------------- | - | ------ | - | ------------------ |
| 17 de septiembre | Nueve de Julio  | 0 | 2 - 3  | 2 | Carlos Casares     |
| 24 de septiembre | Nueve de Julio  | 2 | 2 - 3  | 1 | Carlos Casares     |
| 17 de septiembre | Ayacucho        | 1 | 2 - 9  | 1 | Mar del Tuyú       |
| 22 de septiembre | Ayacucho        | 1 | 2 - 9  | 8 | Mar del Tuyú       |

#### Final
| Fechas         | Local en la ida |   | Global |   | Local en la vuelta |
| -------------- | --------------- | - | ------ | - | ------------------ |
| 29 de octubre  | Carlos Casares  | 3 | 3 - 2  | 1 | Mar del Tuyú       |
| 5 de noviembre | Carlos Casares  | 0 | 3 - 2  | 1 | Mar del Tuyú       |

### Grupo 2: Catamarca

#### Semifinal
| Fecha         | Equipo 1    | Resultado     | Equipo 2   |
| ------------- | ----------- | ------------- | ---------- |
| 22 de octubre | Valle Viejo | (5) 0 - 0 (6) | Santa Rosa |
| 22 de octubre | Andalgalá   | 0 - 4         | Tinogasta  |

#### Final
| Fecha         | Equipo 1   | Resultado | Equipo 2  |
| ------------- | ---------- | --------- | --------- |
| 22 de octubre | Santa Rosa | 1 - 4     | Tinogasta |

### Grupo 3: Región Centro
| Fechas           | Local en la ida |   | Global        |   | Local en la vuelta |
| ---------------- | --------------- | - | ------------- | - | ------------------ |
| 18 de septiembre | Río Cuarto      | 1 | (7) 1 - 1 (8) | 1 | Tilisarao          |
| 1 de octubre     | Río Cuarto      | 0 | (7) 1 - 1 (8) | 0 | Tilisarao          |

### Grupo 4: Cuyo
Mendoza

### Grupo 5: Región Norte
| Fechas       | Local en la ida |   | Global |   | Local en la vuelta |
| ------------ | --------------- | - | ------ | - | ------------------ |
| 2 de octubre | Salta           | 0 | 1 - 4  | 3 | Tucumán            |
| 9 de octubre | Salta           | 1 | 1 - 4  | 1 | Tucumán            |

### Grupo 6: Región Litoral Sur
| Fechas           | Local en la ida |   | Global        |   | Local en la vuelta |
| ---------------- | --------------- | - | ------------- | - | ------------------ |
| 25 de septiembre | Paraná          | 1 | (5) 3 - 3 (4) | 1 | San Jorge          |
| 2 de octubre     | Paraná          | 2 | (5) 3 - 3 (4) | 2 | San Jorge          |

### Grupo 7: Región Sur A
Bariloche

### Grupo 8: Región Sur B
Trelew

## Clasificación 2017

### Grupo 1: Buenos Aires

#### Primera ronda
| Fechas           | Local en la ida     |    | Global |   | Local en la vuelta  |
| ---------------- | ------------------- | -- | ------ | - | ------------------- |
| 13 de septiembre | Veinticinco de Mayo | 0  | 0 - 7  | 3 | Nueve de Julio      |
| 21 de septiembre | Veinticinco de Mayo | 0  | 0 - 7  | 4 | Nueve de Julio      |
| 9 de septiembre  | Las Flores          | 2  | 2 - 10 | 4 | La Plata            |
| 26 de septiembre | Las Flores          | 0  | 2 - 10 | 6 | La Plata            |
| 13 de septiembre | Junín               | 5  | 10 - 4 | 2 | Bragado             |
| 15 de septiembre | Junín               | 5  | 10 - 4 | 2 | Bragado             |
| 9 de septiembre  | Trenque Lauquen     | 1  | 3 - 2  | 2 | Pehuajó             |
| 16 de septiembre | Trenque Lauquen     | 2  | 3 - 2  | 0 | Pehuajó             |
| 7 de septiembre  | Tandil              | 10 | 17 - 0 | 0 | Rauch               |
| 16 de septiembre | Tandil              | 7  | 17 - 0 | 0 | Rauch               |
| 14 de septiembre | Mar Chiquita        | 0  | 0 - 3  | 1 | Partido de la Costa |
| 17 de septiembre | Mar Chiquita        | 0  | 0 - 3  | 2 | Partido de la Costa |

#### Cuartos de final
| Fechas           | Local en la ida     |   | Global |   | Local en la vuelta |
| ---------------- | ------------------- | - | ------ | - | ------------------ |
| 8 de octubre     | Partido de la Costa | 0 | 0 - 6  | 1 | Tandil             |
| 14 de octubre    | Partido de la Costa | 0 | 0 - 6  | 5 | Tandil             |
| 7 de octubre     | Trenque Lauquen     | 2 | 2 - 5  | 1 | La Plata           |
| 14 de octubre    | Trenque Lauquen     | 0 | 2 - 5  | 4 | La Plata           |
| 28 de septiembre | Nueve de Julio      | 0 | 0 - 8  | 4 | Junín              |
| 8 de octubre     | Nueve de Julio      | 0 | 0 - 8  | 4 | Junín              |

#### Semifinal
| Fechas        | Local en la ida |   | Global        |   | Local en la vuelta |
| ------------- | --------------- | - | ------------- | - | ------------------ |
| 21 de octubre | La Plata        | 2 | (4) 3 - 3 (3) | 3 | Tandil             |
| 29 de octubre | La Plata        | 1 | (4) 3 - 3 (3) | 0 | Tandil             |
| 21 de octubre | Trenque Lauquen | 0 | 1 - 3         | 1 | Junín              |
| 28 de octubre | Trenque Lauquen | 1 | 1 - 3         | 2 | Junín              |

#### Final
| Fechas          | Local en la ida |   | Global      |   | Local en la vuelta |
| --------------- | --------------- | - | ----------- | - | ------------------ |
| 4 de noviembre  | La Plata        | 1 | (5)1 - 1(4) | 0 | Junín              |
| 11 de noviembre | La Plata        | 0 | (5)1 - 1(4) | 1 | Junín              |

### Grupo 2: Región Norte
| Fechas | Local en la ida |   | Global |   | Local en la vuelta  |
| ------ | --------------- | - | ------ | - | ------------------- |
|        | Salta           | 2 | 7 - 1  | 0 | Joaquín V. González |
|        | Salta           | 5 | 7 - 1  | 1 | Joaquín V. González |

### Grupo 3: Región Litoral Norte
| Fechas       | Local en la ida |   | Global |   | Local en la vuelta |
| ------------ | --------------- | - | ------ | - | ------------------ |
|              | Villa Ocampo    | 1 | 2 - 5  | 1 | Corrientes         |
| 8 de octubre | Villa Ocampo    | 1 | 2 - 5  | 4 | Corrientes         |

### Grupo 4: Región Litoral Sur
| Fecha         | Equipo 1 | Resultado     | Equipo 2  |
| ------------- | -------- | ------------- | --------- |
| 16 de octubre | Rosario  | (2) 1 - 1 (3) | Concordia |

### Grupo 5: Región Centro
| Fecha | Equipo 1       | Resultado | Equipo 2   |
| ----- | -------------- | --------- | ---------- |
|       | Villa Mercedes | 15 - 0    | Calingasta |

### Repechaje
| Fecha           | Equipo 1   | Resultado | Equipo 2       |
| --------------- | ---------- | --------- | -------------- |
| 12 de noviembre | Corrientes | 1 - 2     | Concordia      |
| 4 de noviembre  | Salta      | 3 - 2     | Villa Mercedes |

## Fase final

### Equipos participantes
| Equipo         | Clasificación                             |
| -------------- | ----------------------------------------- |
| Trelew         | Anfitrión                                 |
| Carlos Casares | Campeón Provincia de Buenos Aires 2016    |
| Tinogasta      | Campeón Provincia de Catamarca 2016       |
| Tilisarao      | Campeón Región Centro 2016                |
| Mendoza        | Invitado Región Cuyo                      |
| Tucumán        | Campeón Región Norte 2016                 |
| Paraná         | Campeón Región Litoral Sur 2016           |
| Bariloche      | Clasificado Federación Patagónica         |
| San Juan       | Invitado Región Cuyo                      |
| La Plata       | Campeón Provincia de Buenos Aires 2017    |
| Junín          | Subcampeón Provincia de Buenos Aires 2017 |
| Concordia      | Ganador Repechaje "A" 2017                |
| Salta          | Ganador Repechaje "B" 2017                |

### Fase de grupos

#### Grupo A
| Equipo         | Pts | PJ | PG | PE | PP | GF | GC | Dif |
| -------------- | --- | -- | -- | -- | -- | -- | -- | --- |
| Mendoza        | 9   | 3  | 3  | 0  | 0  | 13 | 3  | 10  |
| La Plata       | 6   | 3  | 2  | 0  | 1  | 8  | 5  | 3   |
| Paraná         | 3   | 3  | 1  | 0  | 2  | 12 | 7  | 5   |
| Carlos Casares | 0   | 3  | 0  | 0  | 3  | 1  | 19 | -18 |

| Fecha          | Equipo 1       | Resultado | Equipo 2       |
| -------------- | -------------- | --------- | -------------- |
| 5 de diciembre | Mendoza        | 6 - 0     | Carlos Casares |
| 5 de diciembre | Paraná         | 1 - 3     | La Plata       |
| 6 de diciembre | La Plata       | 1 - 4     | Mendoza        |
| 6 de diciembre | Carlos Casares | 1 - 9     | Paraná         |
| 7 de diciembre | Mendoza        | 3 - 2     | Paraná         |
| 7 de diciembre | La Plata       | 4 - 0     | Carlos Casares |

#### Grupo B
| Equipo    | Pts | PJ | PG | PE | PP | GF | GC | Dif |
| --------- | --- | -- | -- | -- | -- | -- | -- | --- |
| Concordia | 6   | 3  | 2  | 0  | 1  | 4  | 3  | 1   |
| San Juan  | 4   | 3  | 1  | 1  | 1  | 4  | 3  | 1   |
| Trelew    | 4   | 3  | 1  | 1  | 1  | 3  | 3  | 0   |
| Junín     | 3   | 3  | 1  | 0  | 2  | 1  | 3  | -2  |

| Fecha          | Equipo 1  | Resultado | Equipo 2  |
| -------------- | --------- | --------- | --------- |
| 5 de diciembre | San Juan  | 2 - 0     | Junín     |
| 5 de diciembre | Trelew    | 2 - 1     | Concordia |
| 6 de diciembre | Concordia | 2 - 1     | San Juan  |
| 6 de diciembre | Junín     | 1 - 0     | Trelew    |
| 7 de diciembre | San Juan  | 1 - 1     | Trelew    |
| 7 de diciembre | Concordia | 1 - 0     | Junín     |

### Semifinal
| Fecha          | Equipo 1  | Resultado | Equipo 2 |
| -------------- | --------- | --------- | -------- |
| 8 de diciembre | Mendoza   | 3 - 1     | San Juan |
| 8 de diciembre | Concordia | 0 - 1     | La Plata |

### Final
| Fecha          | Equipo 1 | Resultado     | Equipo 2 |
| -------------- | -------- | ------------- | -------- |
| 9 de diciembre | Mendoza  | 0 (1) - 0 (2) | La Plata |